# Лёшай, Флёриан
Флориан Лёшай (алб. Florian Loshaj; род. 13 августа 1996, Србица, Косово и Метохия) — косовский футболист, выступающий за турецкий клуб «Истанбулспор» и сборную Косово. Он играет на позициях полузащитника.

## Клубная карьера
Лёшай родился в Скендерае в семье косовских албанцев.
До лета 2016 года Флориан Лёшай занимался футболом в бельгийском клубе «Генк». 1 февраля 2016 года он перешёл в нидерландский клуб «МВВ Маастрихт», выступавший тогда в местном Первом дивизионе. 11 апреля 2016 года Лёшай дебютировал за «Маастрихт» в чемпионате в матче против «Фортуны Ситтард», заменив на 90-й минуте Йорди Кру.
23 июня 2019 года Лёшай заключил трёхлетний контракт с румынской командой «Политехника Яссы». 13 июля он дебютировал в румынской Лиге I, выйдя в стартовом составе в матче против «ЧФР Клуж». В этой же игре он забил свой первый гол, принесший его команде гостевую ничью (1:1).
15 января 2020 года Лёшай перешёл в польскую команду «Краковия», заключив с ней трёхлетний контракт. 7 февраля 2020 года он дебютировал в Экстраклассе, выйдя в основном составе в гостевом поединке против «Арки» из Гдыни.

## Карьера в сборной
29 августа 2017 года Лёшай был вызван в сборную Косово до 21 года для участия в отборочных матчах Чемпионата Европы среди юношей до 21 года против команд Норвегии и Германии. 1 сентября 2017 года он дебютировал за молодёжную сборную Косово, заменив на 59-й минуте матча с норвежцами Камера Красники.
24 декабря 2019 года Лёшай был вызван в главную национальную команду Косово на товарищеский матч со Швецией, в котором вышел на поле в стартовом составе.

## Достижения
Краковия
- Обладатель Кубка Польши: 2019/2020[англ.]